# Palacio INAIL

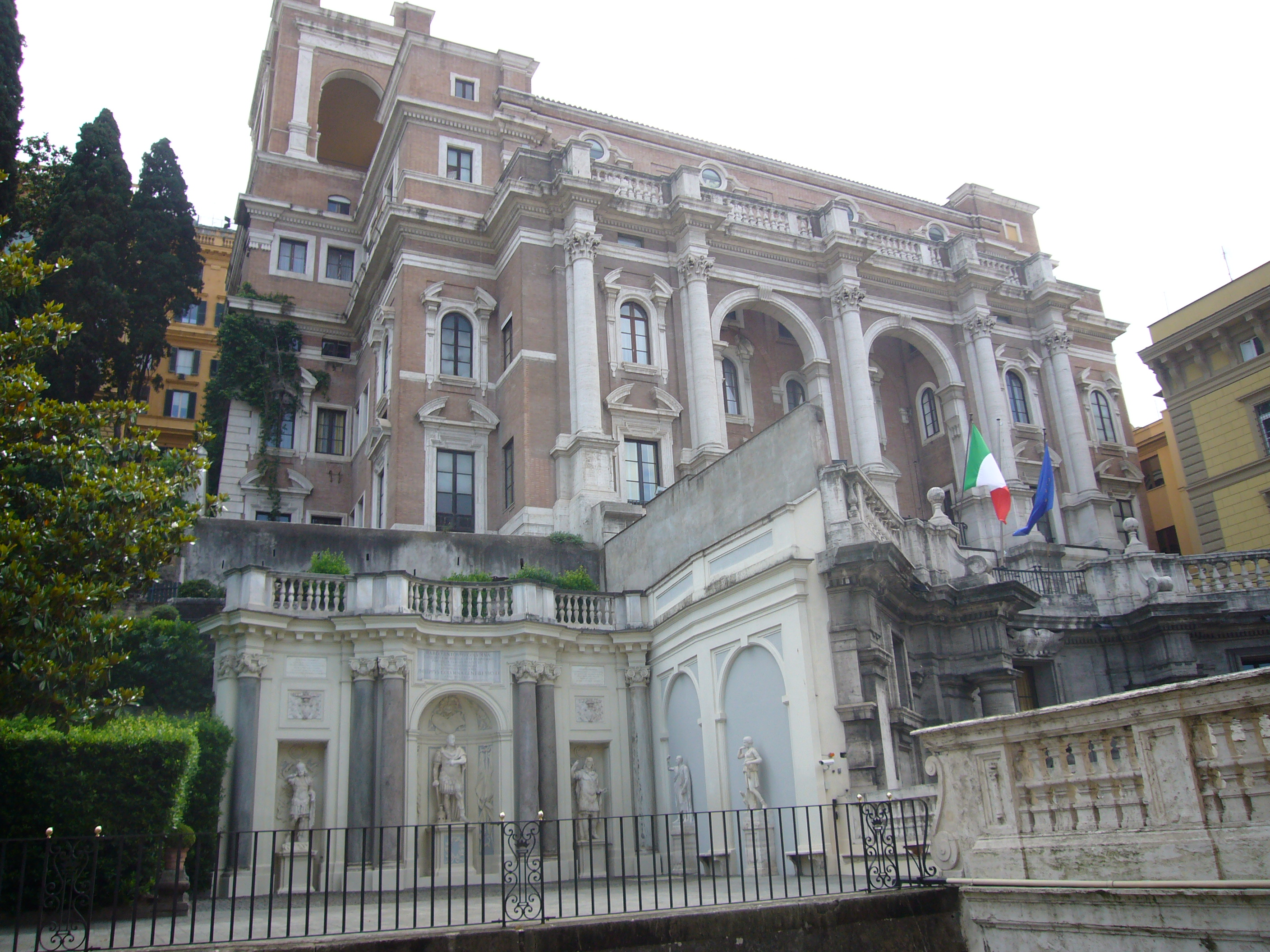
Vista del palacio desde los jardines del Palacio Colonna.

El Palazzo dell'INAIL o Palazzo INAIL es un palacio neobarroco ubicado en Via Quattro Novembre, en el Trevi rione de Roma, justo al lado del jardín del Palacio Colonna que alberga Istituto Nazionale per le Assicurazioni contro gli Infortuni sul Lavoro, que le da nombre al edificio.

## Historia
En la antigüedad, allí se ubicaron las Termas de Constantino. En el siglo XIX allí se construyó el Teatro Drammatico Nazionale a partir de un proyecto del arquitecto Francesco Azzurri por iniciativa de Eugenio Tibaldi. Fue inaugurado el 28 de julio de 1886 con la ópera "La Locandiera" de Carlo Goldoni.
La fachada del teatro era neoclásica con una entrada de tres arcos y una logia en el primer piso coronada por un frontón semicircular rematado por un agua con alas abiertas. La muerte del fundador y la competencia con otros teatros llevaron, a finales de 1929, a la decisión de demoler el edificio para la construcción del actual edificio en 1934 según un proyecto de Armando Brasini y Guido Zevi de imponente apariencia: un cuerpo central avanzado con una gigantesca hornacina que se proyecta sobre el calle.
Durante las obras de construcción, se descubrieron dos espléndidas estatuas de bronce de la época helenística tardía: el "Pugile" y el "Principe Ellenistico", hoy conservadas en el Museo Nazionale Romano. En el patio interior se alzaba una estatua de Alberto Felci en representación del fascismo.